# Adriana Armony
Adriana Armony (Rio de Janeiro, 1969) é uma escritora brasileira, doutora em Letras pela UFRJ, autora dos romances A Fome de Nelson, Judite no País do Futuro, Estranhos no aquário (2012), A feira (2017) e Pagu no metrô (2022). Também foi uma das organizadoras, ao lado de Tatiana Salem Levy, da antologia Primos, reunindo contos de autores brasileiros de origem árabe e judaica.

## Carreira literária
Em seus dois primeiros livros, Armony transforma personagens reais em ficção. O primeiro romance é uma especulação sobre a juventude de Nelson Rodrigues , e o segundo, uma história sobre a avó da própria autora e o escritor Stefan Zweig . O terceiro romance, Estranhos no aquário, premiado com a Bolsa de Criação Literária da Petrobras, narra a luta de uma família pela recuperação do jovem Benjamin, que tem sua memória comprometida após sofrer um acidente. À medida que a narrativa recua no passado, mesclando diferentes tempos e focos narrativos, revela-se que o estado de Benjamin é consequência de um outro acidente, que envolve outras histórias e sentimentos.
Em A Feira, finalista do Prêmio Rio de Literatura de 2018, Armony faz uma sátira ao meio literário.  Em capítulos ágeis, são retratados alguns dos personagens mais frequentes desse mundo, com suas ambições, sonhos e vaidades. Pagu no metrô, publicado em 2022, é um romance-ensaio sobre o período em que Patrícia Galvão, a Pagu, viveu em Paris, entre 1934 e 1935.  Escrito a partir de uma pesquisa de pós-doutorado na Sorbonne Nouvelle, em Paris, o livro mistura romance e ensaio, biografia e autoficção, relato e delírio.  

## Obras
- 2005 - A Fome de Nelson (Record)
- 2008 - Judite no País do Futuro (Record)
- 2012 - Estranhos no Aquário (Record)
- 2017 - A Feira (7Letras)[13]
- 2022 - Pagu no metrô (Editora Nós)